# Щуренко Роман Анатолійович
Роман Анатолійович Щуренко (14 вересня 1976, Нікополь) — український легкоатлет, призер Олімпійських ігор, рекордсмен України.
Роман Щуренко тренувався в Києві (тренер Горбаченко Юрій Семенович).
Бронзову олімпійську медаль він виборов на сіднейській Олімпіаді у стрибках в довжину. Особистий рекорд Романа Щуренко збігається з рекордом України — 8 м 35 см.
На його честь названа вулиця в рідному Нікополі.